# Yuzu koshō

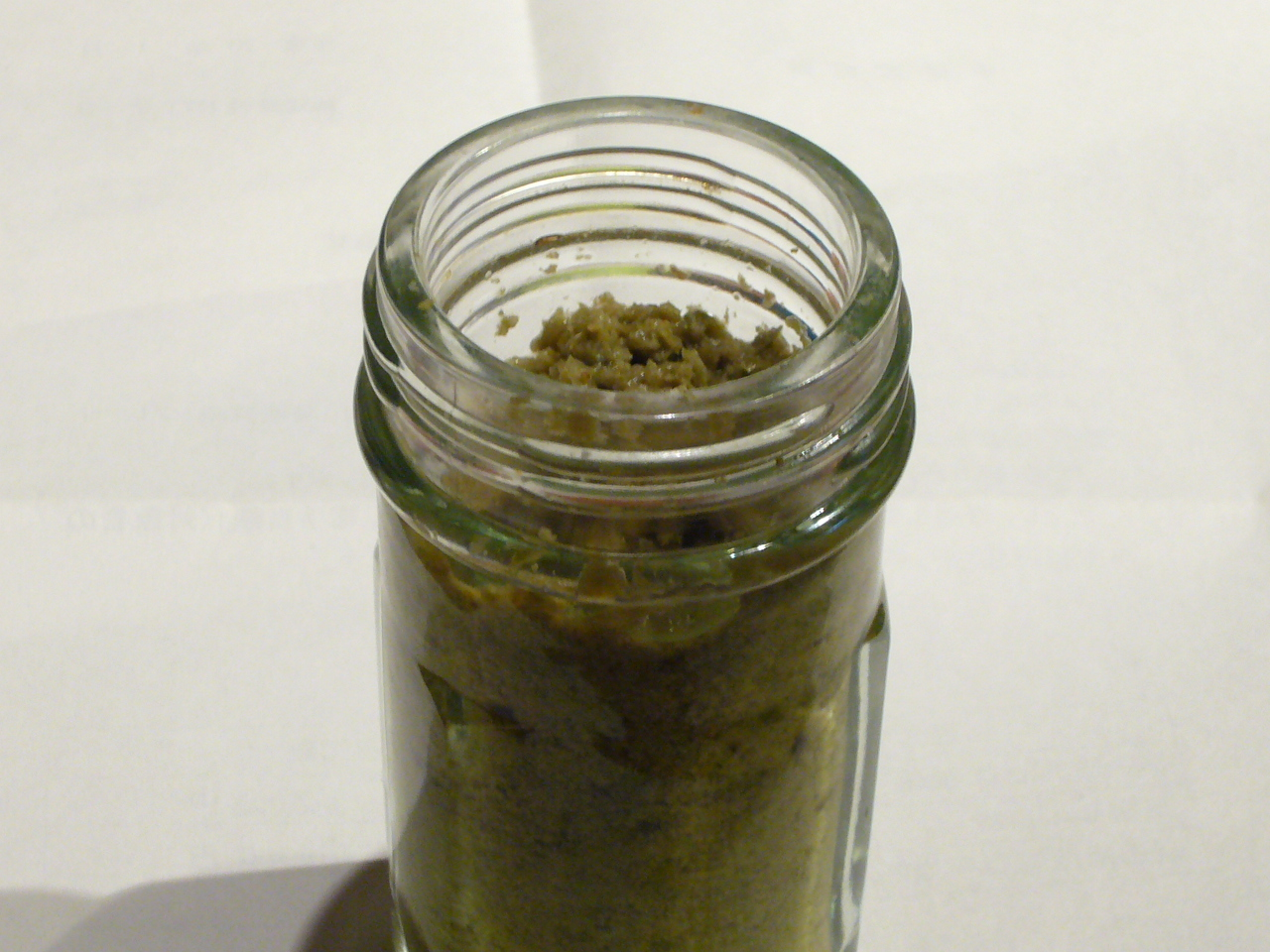
Một chai yuzukoshō.

Yuzu koshō (柚子胡椒 hoặc yuzu goshō) là một loại tương Nhật Bản dùng làm gia vị, gồm các thành phần ớt, vỏ quả yuzu và muối, thường được để lên men. Nó thường được dùng như là một món ăn kèm cho các món nabemono, canh miso và sashimi. Loại yuzukoshō nổi tiếng nhất đến từ Kyushu, được coi là một đặc sản nổi bật của địa phương.

## Nét đặc trưng
Cặp chữ kanji cuối cùng trong tên, koshō (胡椒), thường dùng để chỉ hạt tiêu đen; Tuy nhiên, trong phương ngữ Kyushu, chúng dùng để chỉ ớt. Thông thường ớt xanh được sử dụng, nhưng một số loại sử dụng ớt đỏ. Yuzu koshō làm từ ớt xanh có màu xanh lá cây, trong khi sử dụng ớt đỏ tạo ra hỗn hợp sệt màu cam.
Yuzu koshō được cho là có vị cay nhẹ với tông màu nóng từ trái cây họ cam quýt.

## Lịch sử